# برونو سافيو
برونو سافيو هو لاعب كرة قدم برازيلي في مركز الهجوم، ولد في 1 أغسطس 1994 في Pará de Minas ‏ في البرازيل. لعب مع نادي أمريكا (ميناس جرايس).

## وصلات خارجية
- برونو سافيو على موقع إي إس بي إن إف سي (الإنجليزية)
- برونو سافيو على موقع قاعدة بيانات كرة القدم.إي يو (الإنجليزية)
- برونو سافيو على موقع Soccerbase.com (لاعب) (الإنجليزية)
- برونو سافيو على موقع Soccerway.com (الإنجليزية)
- برونو سافيو على موقع عالم كرة القدم.نت (الإنجليزية)